# Aaron T. Beck
Aaron Temkin Beck (ur. 18 lipca 1921 w Providence, zm. 1 listopada 2021 w Filadelfii) – amerykański psychiatra, profesor Uniwersytetu Pensylwanii, uważany za jednego z twórców terapii poznawczej.

## Życiorys

### Dzieciństwo
Urodził się w Nowej Anglii. Syn rosyjskich emigrantów pochodzenia żydowskiego: Harry’ego Becka i Elizabeth Temkin. Ojciec był drukarzem, a matka działaczką społeczności żydowskiej w Providence w stanie Rhode Island. Aaron Beck był najmłodszym z pięciorga dzieci. Najstarszy Bernard zmarł w pierwszym roku życia, zaś Beatrice w czasie epidemii grypy w 1911. Po ich śmierci Elizabeth popadła w depresję.
W wieku 7 lat spadł ze zjeżdżalni na placu zabaw i złamał sobie rękę. Zakażenie, które wdało się w ranę, doprowadziło do zapalenia kości i posocznicy. Mimo poważnego stanu wyzdrowiał. Choroba spowodowała duże opóźnienia w nauce, przez co chłopiec powtarzał pierwszą klasę. Jak sam stwierdził:

Po pierwszej klasie zostałem na drugi rok. Zawsze sądziłem, że to dlatego, że jestem tępy. Wiele lat później, gdy spytałem o to moją matkę, wyjaśniła, że przyczyną była ciężka choroba. Tymczasem pozostałem w tyle za rówieśnikami, którzy przeszli do następnej klasy. Zostałem naznaczony jako ktoś gorszy, a moja niższość była wrodzona i nieodwołalna.

Aby udowodnić wszystkim, że wcale nie jest gorszy od innych, zaczął wyprzedzać program i w trakcie trzeciej klasy udało mu się przenieść do swoich równolatków. Dla Becka był to dowód na to, że nie poddając się i podejmując wyzwania, można przezwyciężyć trudności. Po szkole podstawowej uczył się w Hope High School, gdzie m.in. redagował szkolną gazetkę. Następnie, tak jak jego starsi bracia, dostał się na Uniwersytet Browna. Tam skupił się na filologii angielskiej i politologii. Uczęszczał również na zajęcia ze sztuki, muzyki i księgowości. W 1942 Beck ukończył studia na Uniwersytecie Browna z wyróżnieniem, dołączając tym samym do stowarzyszenia Phi Beta Kappa. W czasie stażu w Hillel Foundation na Uniwersytecie Browna Beck poznał swoją przyszłą żonę Phyllis Whitman. Ślub odbył się 4 czerwca 1950 w synagodze Temple Emanu-El w Providence.

### Studia i początki praktyki
Studiował medycynę na Uniwersytecie Yale. Początkowe zainteresowanie psychiatrią opadło, gdy Beck stwierdził, że „koncepcje Kraepelina są nihilistyczne i nie mogą satysfakcjonować lekarza, natomiast podejście psychodynamiczne jest zbyt ezoteryczne i «miękkie», ponadto nie dysponuje przekonującymi dowodami na oparcie teorii”. Gdy w trakcie studiów musiał zbadać pacjenta i opisać go zgodnie z podejściem psychodynamicznym, Beck nie podjął się tego zadania ze względu na to, iż „musiałby zbyt wiele wymyślać. Po ukończeniu studiów w 1946, wciąż niezdecydowany co do dalszego kierunku swojej kariery lekarskiej, podjął staż w Rhode Island Hospital. Jako specjalizację wybrał ostatecznie neurologię. W 1949 podjął rezydenturę z neurologii w Cushing Veterans Administration Hospital we Framingham. Pod koniec tego roku ordynator szpitala, ze względu na braki w oddziale psychiatrycznym, kazał wszystkim stażystom przenieść się na ten oddział. Cały oddział psychiatryczny był pod opieką Bostońskiego Instytutu Psychoanalitycznego. Tam też Beck postanowił, że zacznie zgłębiać tajniki psychoanalizy. „Ujęła go wtedy łatwość, z jaką psychoanalitycy znajdowali odpowiedzi na wszystkie pytania”.
W 1950 podjął pracę na oddziale psychiatrycznym w Austin Riggs Center w Stockbridge w stanie Massachusetts. Na całym oddziale dominowało podejście psychoanalityczne. Tam Beck pod kierunkiem Erika Eriksona uczył się psychoanalizy.

Teraz, kiedy już się tak nie buntowałem, z zainteresowaniem dostrzegłem pewną prawidłowość: kiedy opisywano przypadki w kategoriach psychoanalitycznych, całość wydawała się logiczna; wystarczyło zaakceptować ogólny model, a reszta idealnie do niego pasowała.

 Zainteresowany psychoanalizą zapisał się na kurs tej metody i teorii, kończący się certyfikatem.
Od 1952 do 1954 Beck pracował ochotniczo w Valley Forge Army Hospital pod Filadelfią. Był tam kolejno: kierownikiem poradni zdrowia psychicznego, zastępcą ordynatora neuropsychiatrii i ordynatorem oddziału psychiatrycznego. Tam spotkał się z wieloma żołnierzami walczącymi w Korei. Większość z nich cierpiała na zespół stresu pourazowego.

### Od psychoanalizy do teorii poznawczej
W 1953 uzyskał specjalizację w dziedzinie psychiatrii, a rok później objął stanowisko wykładowcy na wydziale medycznym Uniwersytecie Pensylwanii. W 1958 otrzymał dyplom ukończenia kursu w Filadelfijskim Instytucie Psychoanalitycznym. W 1959 został profesorem Uniwersytetu Pensylwanii (…) W pracy na uczelni zajął się projektowaniem badań, które by potwierdzały założenia psychoanalizy. Jego prace nad snami pacjentów depresyjnych miały potwierdzić psychoanalityczną koncepcję, stwierdzającą, że depresja jest wynikiem odwróconej wrogości. Wstępne wyniki badań wydawały się potwierdzać tę teorię, gdyż w snach pacjenci byli ofiarami losu – co mogło sugerować samoponiżanie. Beck jednak przeprowadził badanie polegające na segregacji kart. Przewidywania zgodne z teorią Freudowską były takie, że osoby z depresją, odczuwające potrzebę, aby cierpieć, powinny negatywnie reagować na sukces w teście. Wbrew temu, osoby, którym powiodło się w pierwszym teście, zwiększyły swoje poczucie wartości i lepiej wykonywały dalsze zadania. Co więcej, zmiany te były wyraźniejsze u osób z depresją niż u osób zdrowych. Beck wyciągnął z tego badania wniosek, że osoby z depresją nie dążą do niepowodzenia, ale zniekształcają rzeczywistość, przyjmując negatywny obraz siebie. Beck tak opisuje swoje spostrzeżenia:

Być może dana osoba widzi siebie we śnie jako ofiarę losu, bo tak siebie spostrzega na co dzień. (…) O wiele prostsza wydała mi się myśl, że sny zawierają po prostu czyjś sposób widzenia samego siebie. Skoro to tylko kwestia tego, w jaki sposób ktoś siebie spostrzega, odwoływanie się do motywacji snów jest zbędne. Sny mogą po prostu odzwierciedlać czyjś sposób myślenia. Jeśli od snów odejmie się element motywacji i zaspokajania pragnień, cały motywacyjny model psychoanalizy traci rację bytu.

 Teorie psychoanalityczne nie zostały potwierdzone w jego badaniach. Co więcej Beckowi przeszkadzał autorytarny styl prowadzenia psychoterapii.
Zaczął interesować się zagadnieniami poziomów poznania i „myślami automatycznymi” pacjentów. Wielu pacjentów nie uświadamiało sobie, że ma takie myśli, dopóki Beck ich o to nie zapytał wprost. Myśli te były przede wszystkim komentarzem do bieżących wydarzeń.
Terapia poznawcza Becka wywodziła się z obserwacji zachowań i przeżyć pacjentów. W konstruowaniu swojej teorii opierał się na koncepcji schematów poznawczych George’a Kelly i na pracach Karen Horney. Pozostawał również pod wpływem nauczyciela i analityka Leona Saula. Zerwanie z psychoanalizą nie było gwałtowne. Początkowo Beck uważał siebie za przedstawiciela neopsychoanalizy, stawiając siebie obok Karen Horney czy Harry’ego Stacka Sullivana. Dopiero w okresie od 1960 do 1963 wyraźnie zerwał z psychoanalizą. W tym okresie Beck zaczął publikować pierwsze artykuły na temat nowej teorii terapii.

### Tworzenie terapii poznawczej
Dzięki grantowi naukowemu, mógł otworzyć pracownię badań nad depresją w Philadelphia General Hospital. W szpitalu tym otworzył również poradnię przeciwdepresyjną. W 1961 opublikował skalę depresji Becka (ang. Beck Depression Inventory, BDI). Od 1963 Albert Ellis, po przeczytaniu artykułu Becka o depresji, podjął z nim współpracę. Becka, Ellisa i Donalda Meichenbauma uważa się za ojców terapii poznawczo-behawioralnej.
Beck rozwijał swoją koncepcję terapii poznawczej i prowadził wykłady w Penn. W 1967 otrzymał tytuł profesora (ang. associate professor), a w 1971 tytuł profesora psychiatrii (ang. full professor).

## Nagrody i wyróżnienia
- 1948: Rhode Island Medical Society Award for Research
- 1978: Philadelphia Society of Clinical Psychologists: Distinguished Researcher Award
- 1983: American Association of Suicidology: Louis Dublin Award for Suicide Research
- 1989: American Psychological Association: Distinguished Scientific Award for the Applications of Psychology
- 1991: American Suicide Foundation, Research Award for Lifetime Work on Hopelessness and Suicide
- 1992: Albert Einstein College of Medicine: The Einstein Award in Psychiatry
- 1995: Assumption College, Doctor of Humane Letters (Honorary)
- 1996: Society for Psychotherapy Research, Distinguished Scientist Award
- 2001: Philadelphia Psychiatric Society Lifetime Achievement Award
- 2006: American Psychiatric Association – Adolf Meyer Award
- 2006: American Foundation for Suicide Prevention – Lifetime Achievement Award
- 2006: Albert Lasker Award for Clinical Medical Research
- 2008/2009: Nagroda Anna-Monika

## Publikacje
- Beck, A.T. (1961). A systematic investigation of depression. Comprehensive Psychiatry, 2(3), 163–170.
- Beck, A.T. (1967). Depression: Clinical, Experimental, and Theoretical Aspects. New York: Harper and Row.
- Beck, A.T., Laude, R., Bohnert, M. (1974). Ideation components of anxiety neurosis. Archives of General Psychiatry, 31, 319–325.
- Beck, A.T., Weissman, A., Lester, D., Trexler, L. (1974). The measurment of pessimism: The hopelessness scale. Journal of Consulting and Clinical Psychology, 42(6), 861–865.
- Beck, A.T., Kovacs, M., Weissman, A. (1975). Hopelessness and suicidal behavior: An overview. Journal of the American Medical Association, 234, 1146–1149.
- Beck, A.T. (1976). Cognitive Therapy and the Emotional Disorders. New York: New American Lbirary.
- Beck, A.T., Rush, A.J., Kovacs, M., Hollon, S.D. (1977). Comparative efficacy of cognitive therapy and pharmacotherapy in the treatment of depressed out-patients. Cognitive Therapy and Research, 1(1), 7–37.
- Beck, A.T., Kovacs, M., Weissman, A. (1979). Assessment of suicidal intention: The scale for suicidal ideation. Journal of Consulting and Clinical Psychology, 47(2), 343–352.
- Beck, A.T., Rush, A.J., Shaw, B.F., Emery, G. (1979). Cognitive Therapy of Depression. New York: The Guilford Press.
- Beck, A.T., Emery, G., Greenberg, R.L. (1985). Anxiety Disorders and Phobias: A Cognitive Perspective. New York: Basic Books.
- Beck, A.T. (1987). Cognitive models of depression. The Journal of Cognitive Psychoterapy: An International Quarterly, 1(1), 5-37.
- Beck, A.T., Freeman, A., i in. (1990). Cognitive Therapy of Personality Disorders. New York: The Guilford Press.

### Publikacje w języku polskim
- Beck, A.T. (2002). Miłość nie wystarczy. Jak rozwiązywać nieporozumienia i konflikty małżeńskie. Poznań: Media Rodzina
- Beck, A.T., Alford, B.A. (2005). Terapia poznawcza jako teoria integrująca psychoterapię. Kraków: Wydawnictwo UJ
- Beck, A.T., Freeman, A., i in. (2005). Terapia poznawcza zaburzeń osobowości. Kraków: Wydawnictwo UJ
- Beck, A.T., i in. (2007). Terapia poznawcza uzależnień. Kraków: Wydawnictwo UJ